# Calibri

Пример использования Calibri в обычном, курсивном и жирном начертаниях

Calibri — семейство шрифтов в стиле «гуманистический гротеск», входящее в шрифтовую коллекцию Microsoft ClearType Font Collection. В Microsoft Office 2007 он заменил Times New Roman в качестве шрифта по умолчанию для Word и Arial — для PowerPoint, Excel, Outlook и WordPad. С 2007 по 2023 год Calibri был шрифтом по умолчанию в Microsoft Office.
Calibri был создан дизайнером Лукасом де Гротом для Microsoft для демонстрации преимуществ технологии ClearType. В 2005 году шрифт Calibri получил награду TDC2 от Type Directors Club в категории «Type System».

## Характеристики
Шрифт имеет слегка округлые стебли и углы, которые видны на больших размерах. Включает в себя символы основного и расширенного латинского, греческого, кириллического и тайского алфавитов. Функции OpenType включают в себя капитель, верхние и нижние индексы, а также дополнительные лигатуры.
Как и другие шрифты без засечек из ClearType Collection, Calibri включает в себя уникальный курсив (в отличие от наклонного начертания), что широко распространено в современных шрифтах.

## Распространение
Шрифт Calibri поставляется вместе с комплектами Windows Vista, Windows 7, Office 2007 и Office для Mac OS X (2008 и 2011).
Данный шрифт, наряду с Cambria, Candara, Consolas, Constantia и Corbel, распространяется вместе с бесплатным Powerpoint 2007 Viewer, пакетом совместимости Microsoft Office Compatibility Pack и конвертером в формат XML для Mac OS X Open XML File Format Converter.
Шрифт имеет лицензию Ascender Corporation для использования конечными пользователями, производителями устройств потребительской электроники и другими пользователями. Шрифт также лицензирован Monotype Imaging для производителей принтеров как часть пакета Vista 8 Set Font.
На основе шрифта Lato в 2013 году компанией Google был создан метрически совместимый шрифт Carlito, используемый в Chrome OS и LibreOffice для корректного отображения документов, использующих Calibri, при его отсутствии.
Версия Calibri Light появилась в Windows 8 и была впоследствии добавлена в Windows 7 и Windows Server 2008 R2 в рамках обновления программного обеспечения. Начиная с Microsoft Office 2013, Calibri Light используется как шрифт по умолчанию для презентаций PowerPoint и заголовков в Word.
В 2021 году Microsoft сообщила о своём намерении заменить Calibri и заказала у дизайнеров разработку оригинальных пользовательских шрифтов: Bierstadt, Grandview, Seaford, Skeena или Tenorite. По результатам голосования пользователей, выиграл шрифт Bierstadt, позже переименованный в Aptos. 13 июля 2023 года компания Microsoft изменила шрифт Office 365 по умолчанию с Calibri на Aptos.

## Награды
Calibri получил награду TDC2 2005 от «Type Directors Club» в категории «Type System». Арабское начертание Calibri заняло второе место на GRANSHAN 2016.

## В криминалистике и политике
Из-за того, что Calibri является шрифтом по умолчанию в Office, было зарегистрировано несколько случаев, когда документы, представленные в Calibri, оказались поддельными благодаря предполагаемой дате создания до 2006 года, когда Calibri стал доступен широкой публике:
- В 2017 году шрифт привлек внимание общественности в качестве доказательства в деле «Панамских документов»[15], связанном с правительством Пакистана (также известном как Fontgate), в котором документ, предоставленный Мариам Наваз (дочерью бывшего премьер-министра Наваза Шарифа), якобы подписанный в феврале 2006 года, оказался напечатанным шрифтом Calibri[16][17][18][19]. Создатель шрифта Де Гроот заявил, что «шансы на подлинность документа равны нулю»[20].

- В 2009 году письмо, приписываемое Бобу Хейсу, американскому футболисту и спринтеру, умершему в 2002 году, было признано подделкой, поскольку оно было напечатано шрифтом Calibri[21].

- В 2012 году турецкое правительство обвинило около 300 человек в заговоре с целью совершения государственного переворота. Обвинительным доказательством был документ, якобы написанный в 2003 году. Однако документ был набран шрифтом Calibri, который не был доступен в 2003 году[22].

- В 2017 году Джеральд МакГои, бывший генеральный директор Look Communications, подал заявление о личном банкротстве. Он представил документы, якобы подтверждающие, что он передал часть своего имущества в доверительное управление для своих детей. Один из документов, датированный 2004 годом, был напечатан шрифтом Calibri[23][24].

- В 2023 году судья по делам о наследстве Сандра А. Харрисон из округа Маком отклонила исковые требования мужчины к его родителям о нарушении договора и неосновательном обогащении после того, как адвокат защиты обнаружил, что деловая документация, якобы подписанная 13 декабря 2000 года, была напечатана шрифтом Calibri[25].

- В январе 2023 года Государственный департамент США отказался от шрифта Times New Roman в пользу Calibri для официальных сообщений и документов из-за его лучшей читаемости на экране компьютера и доступности, поскольку его беззасечковый характер вызывает меньше проблем при использовании инструментов преобразования текста в речь и оптического распознавания символов[26][27].